# Karo Halabyan
Karo Simoni Halabyan (in armeno Կարո Սիմոնի Հալաբյան?, in russo Каро Семёнович Алабян?, Karo Semënovič Alabjan; Elizavetpol', 26 luglio 1897 – Mosca, 5 gennaio 1959) è stato un architetto e politico sovietico di nazionalità armena.
Membro del Partito Comunista dell'Unione Sovietica dal 1917, è stato dal 1937 al 1950 deputato del Soviet delle Nazionalità del Soviet Supremo dell'Unione Sovietica.